# 草野陽花
草野 陽花（くさの ようか、1975年7月22日 - ）は日本の映画監督。兵庫県宝塚市出身。男性。日本映画学校（現・日本映画大学）卒業。

## 監督作品
- 掌の上 (1997年) 第21回 神奈川映像コンクール最優秀賞受賞
- ともかの夢みたこと (1998年、OV) 第2回 インディーズムービー・フェスティバル ノミネート
- 青の瞬間 (2001年) 第35回 ヒューストン国際映画祭シルバーアワード  第11回 あきた十文字映画祭観客賞受賞
- Pinkの遺伝子 (2005年、テレビ東京)
- 恋する!?キャバ嬢 (2006年、テレビ東京)
- ナース白書 (2006年、OV)
- チョコミミ (2007年-2008年、テレビ東京)
- ブラブラバンバン (2008年)
- 僕らの愛の奏で (2008年、OV)
- 禁断の恋 (2008年、OV)
- 悲しいボーイフレンド (2009年)
- トミカヒーロー　レスキューファイアー (2009年)
- GL 〜小悪魔たちの誘惑〜 (2009年、OV)
- BL 〜僕の彼氏を紹介します〜 (2009年、OV)
- 交通事故鑑定人 環倫一郎 (2011年)
- 禁断純愛 (2012年)

## 脚本作品
- ＢＵＮＧＯ　日本文学シネマ「魔術」 (2010年)
- 遠くの空 (2010年)